# Vitalij Pusjkar
Vitalij Pusjkar, född 5 januari 1983 i Ukrainska SSR, Sovjetunionen, är en israelisk simmare. 
Pusjkar har varit israelisk mästare på 50- och 100 meter frisim. Pusjkar representerade Israel vid Maccabiah Games 2009 och vann där silver på 50 meter frisim, bakom vinnaren Jason Lezak.